# George Lawrence
George Lawrence ( 1827 - 1895 ) fue un botánico, y horticultor inglés.

## Vida y obra
George Lawrence fue jardinero del Reverendo Padre Theodore Williams en el Vicariato de Hendon, Middlesex. En 1841 publicó un catálogo con 222 especies y variedades de la familia de las cactáceas, en los géneros Anhalonium, Mammilaria, Echinocactus, Echinofossulocactus, Echinonyctanthus, Melocactus, Pilocereus, Cereus, Astrophyton.
Nombró al género Echinofossulocactus de manera controvertida. Describió por primera vez al género Stenocactus.
- La abreviatura «Lawr.» se emplea para indicar a George Lawrence como autoridad en la descripción y clasificación científica de los vegetales.[2]